# Bölbergstjärnen
Bölbergstjärnen är en sjö i Härjedalens kommun i Härjedalen och ingår i Ljusnans huvudavrinningsområde. Sjön har en area på 0,128 kvadratkilometer och ligger 768,1 meter över havet.

## Delavrinningsområde
Bölbergstjärnen ingår i det delavrinningsområde (689943-137314) som SMHI kallar för Utloppet av Bölbergstjärnen. Medelhöjden är 769 meter över havet och ytan är 3,33 kvadratkilometer. Det finns inga avrinningsområden uppströms utan avrinningsområdet är högsta punkten. Vattendraget som avvattnar avrinningsområdet har biflödesordning 4, vilket innebär att vattnet flödar genom totalt 4 vattendrag innan det når havet efter 314 kilometer. Avrinningsområdet består mestadels av skog (87 procent). Avrinningsområdet har 0,13 kvadratkilometer vattenytor vilket ger det en sjöprocent på 3,9 procent.